# قرار مجلس الأمن التابع للأمم المتحدة رقم 1041
قرار مجلس الأمن التابع للأمم المتحدة 1041، الذي اتخذ بالإجماع في 29 يناير 1996، بعد أن أشار إلى جميع القرارات المتعلقة بالحالة في ليبريا، ولا سيما القرارات 1020 (1995)، مدد مجلس الأمن ولاية بعثة مراقبي الأمم المتحدة في ليبريا حتى 31 مايو 1996، وناقش الجهود المبذولة لاستعادة الاستقرار في البلد.
بدأ القرار بإعراب مجلس الأمن عن قلقه إزاء الانتهاكات الأخيرة لوقف إطلاق النار، والهجمات على مجموعة المراقبة التابعة للمجموعة الاقتصادية لدول غرب أفريقيا والتأخير في تفكيك القوات ونزع سلاحها. وتم التشديد على ضرورة التزام الأطراف باتفاق أبوجا وتنفيذه، في حين أشيد بالدول الأفريقية التي ساهمت بقوات في فريق المراقبين العسكريين التابع للمجموعة الاقتصادية لدول غرب أفريقيا.
طالب المجلس الأطراف باحترام مركز بعثة مراقبي الأمم المتحدة في ليبيريا وفريق المراقبين العسكريين التابع للمجموعة الاقتصادية لدول غرب أفريقيا والوكالات الإنسانية الدولية.

## وصلات خارجية
- Text of the Resolution at undocs.org